# Novovoroněžská jaderná elektrárna II
Novovoroněžská jaderná elektrárna II (rusky Нововоронежская АЭС-2) je provozní jadernou elektrárnou v Rusku. Leží ve Voroněžské oblasti u města Novovoroněž. Jedná se o první spuštěnou elektrárnu, ve které jsou v provozu jaderné reaktory generace III+ a taktéž první VVER-1200. Účel elektrárny je nahradit dosluhující bloky VVER-440 ve staré elektrárně. Elektrárna má v provozu 2 jaderné tlakovodní reaktory o celkovém hrubém výkonu zhruba 2400 MW.

## Historie a technické informace

### Počátky
Krátce po rozpadu Sovětského svazu a navzdory ekonomické stagnaci došlo v roce 1991 k požadavku Voroněžské oblasti na rozšíření Novovoroněžské jaderné elektrárny o bloky 6 a 7. Posouzení vlivu na životní prostředí bylo dokončeno již v roce 1994. Důvodem uspěchanosti celého schvalovacího procesu byl obávaný nedostatek elektřiny, který by vznikl z tehdy plánované odstávky bloků 3, 4 a 5 v blížících se letech 2001 až 2010. Na konci 90. let byl projekt upraven a nové bloky již neměly být součástí staré elektrárny, nýbrž měly tvořit nový celek pod názvem Novovoroněžská jaderná elektrárna II. Původně bylo plánováno, že bloky 6 a 7 (nebo II-1 a II-2) budou provozovat pokročilé reaktory na bázi projektu AES-92, které nesou označení VVER-1000/392, jež jsou přímým vývojem reaktoru VVER-1000/320 provozovaného například v Temelíně. Samotný návrh byl schválen Minatomem až 30. prosince 1999. Později byl typ reaktoru změněn na VVER-1200/392M z projektu AES-2006, což je přímý nástupce reaktoru VVER-1000/392.

### Výstavba prvního a druhého bloku
V roce 2007 podepsali guvernér Voroněžské oblasti Vladimir Kulakov a šéf Federální agentury pro atomovou energii Sergej Kirijenko dohodu o výstavbě elektrárny. Zemní práce na zařízení začaly v únoru 2008 a měly být dokončeny do dubna 2008. Celkem bylo nutné vykopat čtyři miliony metrů krychlových zeminy (asi 50 000 metrů krychlových za den), aby bylo možné začít vylévat základy. 24. června 2008 byl nalit první beton do základové desky budovy reaktorového prostoru první energetické jednotky. Toto datum také označuje začátek výstavby prvního bloku. Jedná se o tlakovodní čtyřsmyčkový reaktor VVER-1200/392M. Výstavba druhého bloku byla zahájena dne 12. července 2009. V polovině května 2011 byla vyrobena tlaková nádoba pro první reaktor, 15. července 2011 byla dodána na staveniště elektrárny, překonala tím cestu dlouhou 3800 km. 14. září 2012 byla dokončena stavba chladicí věže první energetické jednotky. 6. listopadu 2013 byla na staveniště dodána tlaková nádoba pro reaktor druhého bloku. 24. března 2016 začalo zavážení paliva do prvního reaktoru. 23. února 2017 bylo dokončeno dvoutýdenní testování prvního reaktoru na 100 % výkonu. 16. září 2019 byly dokončeny stejné testy pro druhý blok a celá elektrárna tedy zvládla zátěž bez problémů. První blok byl připojen k síti 5. srpna 2016 a druhý blok 1. května 2019. Komerční provoz bloků nastal ve dnech 27. února 2017 a 31. října 2019.
Hrubý výkon prvního bloku je 1180 MW a druhého 1181 MW. Do sítě odesílají 1100 MW a 1101 MW.

### Výstavba třetího a čtvrtého bloku
Ve 20. letech 21. století se také plánuje výstavba dalších dvou bloků. Typ reaktorů byl stanoven na VVER-TOI. Oba by měly mít hrubý elektrický výkon 1255 MW. Jedná se o tlakovodní čtyřsmyčkové reaktory založené na provozních zkušenostech s reaktory VVER-1000 a VVER-1200. Nová kapacita bude nutná poté, co bude odstaven poslední blok VVER-440 ve staré elektrárně i blok 5 typu VVER-1000/187.
V srpnu 2024 vláda Ruska oznámila, že v rámci programu výstavby nových jaderných elektráren bude vybudován jeden blok typu VVER-TOI, který má přejít v komerční provoz v roce 2037.

## Informace o reaktorech
| Reaktor          | Typ reaktoru   | Výkon   | Výkon   | Zahájení výstavby | Připojení k síti | Uvedení do provozu | Uzavření |
| Reaktor          | Typ reaktoru   | Čistý   | Hrubý   | Zahájení výstavby | Připojení k síti | Uvedení do provozu | Uzavření |
| ---------------- | -------------- | ------- | ------- | ----------------- | ---------------- | ------------------ | -------- |
| Novovoroněž II-1 | VVER-1200/392M | 1100 MW | 1180 MW | 24. 6. 2008       | 5. 8. 2016       | 27. 2. 2017        | 2077     |
| Novovoroněž II-2 | VVER-1200/392M | 1101 MW | 1181 MW | 12. 7. 2009       | 1. 5. 2019       | 31. 10. 2019       | 2079     |
| Novovoroněž II-3 | VVER-TOI       | 1115 MW | 1255 MW |                   | 2037             |                    |          |